# 에디 헤이우드

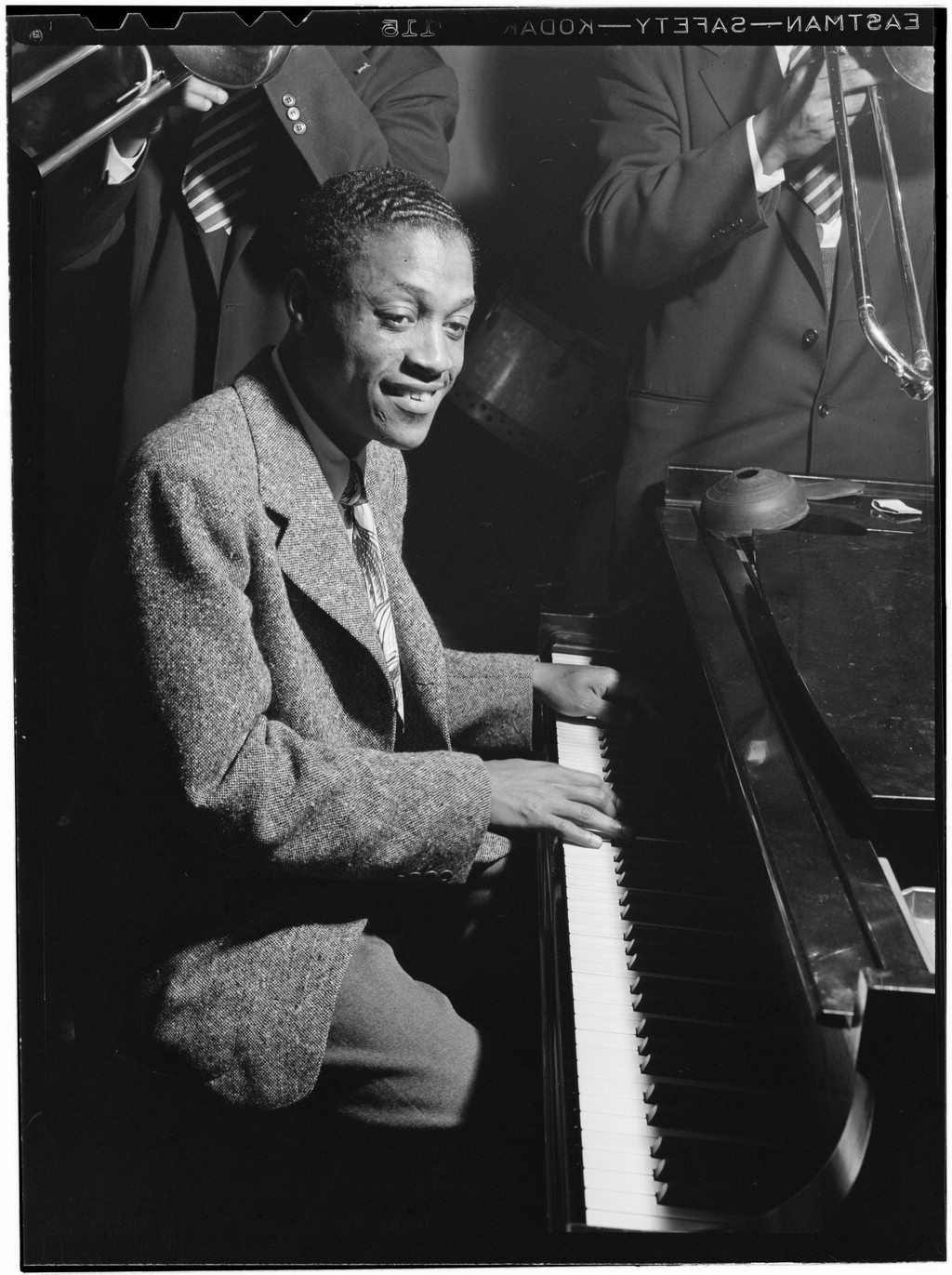
1946년 5월

에디 헤이우드(Eddie Heywood, 1915년 12월 4일 ~ 1989년 1월 3일)는 멜로디어스한 프레이징으로 알려진 재즈 계통의 피아노 주자이다. 조지아주 태생. 밴드의 리더 겸 피아노 주자였던 부친에게서 피아노를 배웠다. 1930년부터 연주활동을 시작하였으며 베니카터 악단을 거쳐 1943년에 자기 악단을 결성하였다. 1944년에는 <비긴 더 비긴>의 레코드로 유명해졌으며, 1956년의 자작곡 <캐나다의 석양>이 크게 히트하였다.